# Mancomunitat Intermunicipal Foia de Bunyol-Xiva
La Mancomunitat Intermunicipal Foia de Bunyol-Xiva és una mancomunitat de municipis de les comarques valencianes de la Foia de Bunyol, un municipi de la Canal de Navarrés i altre de la Ribera Alta. Aglomera 11 municipis i 37.993 habitants, en una extensió de 997,40 km². Actualment (2010) la mancomunitat és presidida per Rafael Lisarde Cifre, del Partit Popular i regidor de l'ajuntament de Iàtova.
Les seues competències són:
- Aigües potables
- Cultura
- Escorxador
- Extinció d'incendis
- Hospital
- Neteja viaria i recollida de fem
- Sanitat
- Turisme

Els pobles que formen la mancomunitat són:
- Alboraig
- Bunyol
- Dosaigües
- Godelleta
- Macastre
- Millars
- Setaigües
- Torís
- Iàtova
- Xest
- Xiva